# Collotheca riverai
Collotheca riverai är en hjuldjursart som beskrevs av Vilaclara och Sládecek 1989. Collotheca riverai ingår i släktet Collotheca och familjen Collothecidae. Inga underarter finns listade i Catalogue of Life.